# Dolce & Gabbana

Logo de la marque : monogramme constitué des initiales D G liées sans espace par un esperluette ou Dolce&Gabbana (en joignant les deux noms sans espace)

Pour les articles homonymes, voir Dolce.
Dolce & Gabbana SrL [ˈdoltʃe e ɡabˈbaːna] est une entreprise italienne spécialisée dans le luxe fondée par les stylistes italiens Domenico Dolce et Stefano Gabbana à Milan, en Italie. En 2012, leur chiffre d’affaires dépasse le milliard de dollars. La vie privée de Stefano Gabbana et Domenico Dolce est devenue publique en 2005, quand ils ont annoncé leur séparation amoureuse. Les deux stylistes collaborent toujours.

## La maison Dolce & Gabbana

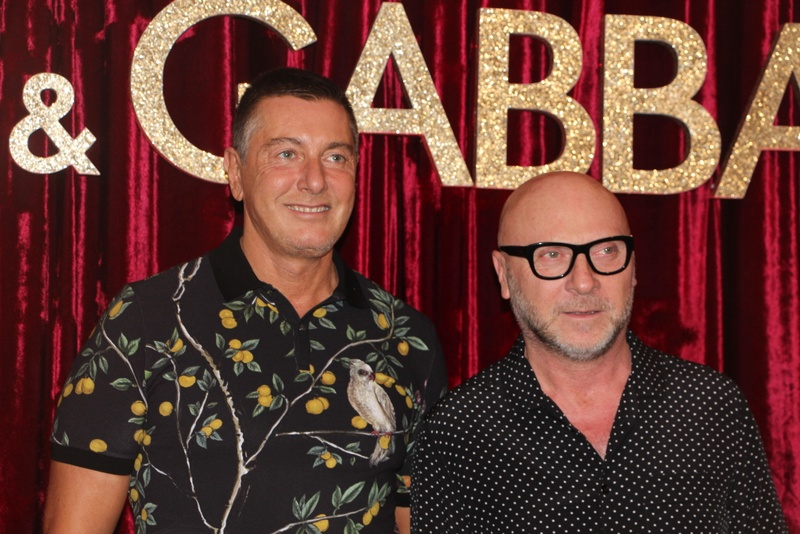
Stefano Gabbana et Domenico Dolce.

### Les débuts
Domenico Dolce est né le 13 août 1958 à Polizzi Generosa, en Sicile. Il commence à dessiner et à réaliser ses propres vêtements à l’âge de six ans. Stefano Gabbana est né le 14 novembre 1962, à Milan. Leur première rencontre a lieu par téléphone, lorsque Dolce contacte pour un emploi la société de mode pour laquelle travaille Gabbana. Une fois embauché par la compagnie, Gabbana le prend sous son aile et lui enseigne le fonctionnement de la création au sein d’une maison de stylisme et comment dessiner de nouveaux modèles. Peu de temps après le recrutement de Dolce, Gabbana est envoyé pendant 19 mois en service militaire obligatoire, mais dès son retour en 1982, ils fondent une société de consultants en stylisme.
Bien que travaillant ensemble, les deux stylistes continuent à facturer séparément, jusqu’à ce qu’un comptable leur recommande de s’associer pour rendre leurs affaires plus simples et plus rentables. Ils commencent alors à facturer leurs clients sous le nom « Dolce et Gabbana », qui devient le label de leur entreprise de stylisme en plein essor. La première collection du duo italien est présentée en octobre 1985 en même temps que cinq autres nouvelles marques italiennes, à l’occasion de la semaine de la mode à Milan. Ne bénéficiant pas d'un budget suffisant pour rémunérer des mannequins ni pour des accessoires, ils demandent de l’aide à leurs amies qui défilent avec leurs propres pièces. Ils utilisent même un drap que Dolce avait ramené de chez lui comme rideau de scène.
Le duo de stylistes intitule sa première collection « Real Women », en référence notamment aux femmes qui avaient défilé pour eux et qui n’étaient pas des professionnelles. Les ventes de leur première collection sont si décevantes que Gabbana annule la commande de tissu passée pour la création de leur deuxième collection. Mais la famille de Dolce propose de les aider à assurer leurs dépenses lors de la visite des deux stylistes en Sicile à l’occasion de Noël, la société de tissu n’ayant pas reçu à temps leur demande d’annulation ils trouvèrent donc leur commande de tissu lors de leur retour à Milan. Ils présentent leur collection suivante en 1986 et ouvrent leur première boutique la même année. Michael Gross écrit à propos de leur troisième collection, dans une interview de 1992, qu’« ils étaient un secret, connu d’une poignée de rédacteurs de mode italiens. Leurs quelques mannequins se changeaient derrière un panneau bancal. Ils donnaient à leur collection en coton de t-shirt et en soie élastique le nom de Transformation ». Les vêtements de cette collection étaient accompagnés de conseils sur la façon de porter la pièce dans sept tenues différentes, l’utilisation de Velcro et de bouton-pression pouvant modifier l’allure du vêtement.
Dans cette collection, Dolce s’inspire de ses racines siciliennes. Les photos pour la campagne publicitaire de la collection, des images en noir et blanc en hommage au cinéma italien des années 1940, sont assurées par le photographe Fernando Scianna, en Sicile. Ils continuent par la suite à s’inspirer du cinéma italien dans leur cinquième collection, et tout particulièrement de l’œuvre du cinéaste Luchino Visconti et de son film « Le Guépard ».
L’une des pièces de leur quatrième collection fut surnommée « La Robe Sicilienne » par la presse de mode, et citée par l’auteur Hal Rubenstein comme l’une des 100 plus belles robes jamais créées. On[Qui ?] la considère comme la pièce la plus représentative de la marque à cette époque[source secondaire nécessaire].

### Nouvelles lignes et nouveau marché
En 1987, le duo lance une ligne distincte de tricots et crée en 1989 une ligne de lingerie et une ligne de maillots de bain. En 1990, ils lancent leur première collection pour hommes. Cette année-là, ils installent également la maison de création dans ses premiers locaux officiels et commencent à créer des robes de soirée et des pièces plus chères en plus de leur ligne originale. Avec leur collection pour femmes printemps/été 1990 faisant référence aux peintures mythiques de Raphaël, le duo commence à se tailler une réputation pour leurs vêtements incrustés de cristal. La collection pour femmes automne/hiver 1991 était elle aussi rehaussée de bijoux, dont des pendentifs en filigrane et des corsets brodés. La collection pour femmes automne/hiver 1992 s’inspire plutôt du grand écran des années 1950, bien que la collection comprenne toujours des combinaisons brodées de cristal.
En 1991, leur collection pour hommes reçoit le Woolmark Award, qui récompense la collection pour hommes la plus novatrice de l’année. Puis vint ce que l’on considère comme leur première incursion sur la scène internationale, lorsque Madonna porta un corset de pierres précieuses et une veste assortie Dolce & Gabbana pour la première de « Truth or Dare: In Bed with Madonna » au Festival de Cannes, en 1990. Le duo collabore une nouvelle fois avec Madonna en 1993 pour créer les 1 500 costumes de la tournée internationale Girlie Show de l’artiste, pour la promotion de son album « Erotica », en 1992. Dans une interview à propos de ses costumes, Madonna a déclaré : « leurs vêtements sont sexy avec une touche d’humour comme moi. ». En 1994, leur veste croisée, la marque de fabrique de leur maison, est surnommée « La Turlington » d’après le top-modèle Christy Turlington. Cette même année, la compagnie lance sa deuxième ligne principale D&G, plus jeune. En 1996, le défilé D&G n'est diffusé que sur internet, et non sur podium, dans une tentative d’appropriation des nouveaux médias. Cette année-là, Dolce & Gabbana créent également les costumes du film « Romeo + Juliet ».
Au cinéma, Dolce et Gabbana apparaissent tous deux dans le film de 1995 « The Star Maker|L’Uomo delle Stelle », réalisé par Giuseppe Tornatore, interprétant de petits rôles annexes. Ils font une apparition dans des rôles plus importants dans l’adaptation cinématographique de Rob Marshall « Nine ». En tant que stylistes, ils ont aussi travaillé sur le clip Girl Panic! de Duran Duran.[pas clair]
Dans les années 1990, Dolce & Gabbana ouvrent leur première boutique au Japon après la signature en 1990 d'un accord avec le groupe Kashiyama. Ils commercialisent leur premier parfum pour femmes en 1992, sous le nom de « Dolce & Gabbana Parfum », récompensé l'année suivante par le prix de la Perfume Academy pour le meilleur parfum féminin de l’année. Leur premier parfum pour homme, « Dolce & Gabbana pour Homme », reçoit en 1995 la récompense du meilleur parfum masculin, remise par la même académie. Cette année-là, les collections de Dolce & Gabbana suscitent une controverse dans la presse britannique et italienne pour avoir été inspirées du thème des gangsters américains. Dolce & Gabbana transposent cette influence automne/hiver 1995 dans leur collection féminine, apportant selon les critiques un aspect érotique aux vêtements, un thème déjà utilisé par le duo en 1992, alors que le photographe Steven Meisel avait réalisé la campagne publicitaire dans laquelle les mannequins posaient en « gangster chic », portant des manteaux de style 1930 à larges revers et des chapeaux en cuir noir.
L’auteur Nirupama Pundir affirme que « Dolce & Gabbana, avec leur style hyper féminin, rompait avec la mode sérieuse et sage qui dominait au cours de la décennie 1990. »
Dans les années 2000, Dolce & Gabbana poursuit son travail avec Madonna, en créant les costumes de sa tournée internationale Drowned World Tour et pour la promotion de l’album « Music » sorti en 2000. Ils conçoivent également les costumes des tournées internationales de Missy Elliot, Beyonce et Mary J. Blige,. En 1999, le duo apparait dans « The Oprah Winfrey Show », aux côtés de la chanteuse Whitney Houston, qui profite de l’émission pour dévoiler les costumes créés par Dolce & Gabbana pour sa tournée « My Love is Your Love », association que les critiques de mode et de musique considèrent alors comme incroyablement risquée. Le duo continue de concevoir des costumes pour des artistes de musique dans les années 2000, dont ceux de la tournée Showgirl Homecoming de Kylie Minogue. Madonna participe également aux campagnes publicitaires de Dolce & Gabbana en 2010.
À la même période, Dolce & Gabbana s’inspire de l’univers sportif du football et en 2003, la ligne masculine s’appuie sur les plus grandes stars mondiales du football. Mais d’autres formes d’art puisent également leur inspiration dans les collections de Dolce & Gabbana. En 2003, l’artiste de musique dance Frankie Knuckles déclare ainsi que les créateurs étaient un « baromètre formidable » pour les tendances, à la fois de la mode et de la musique. Leur impact dans le monde du stylisme se poursuit en parallèle. En 2002, les corsets, élément clé des premières créations de Dolce & Gabbana, sont redécouverts par de grands stylistes européens, les reconnaissant comme une tendance montante. Au cours de ces années, Dolce & Gabbana commencent à organiser des présentations privées de leurs nouvelles collections pour leurs acheteurs, afin de vendre leurs pièces avant qu’elles ne soient connues du public et ainsi prévenir la copie de leurs modèles par des sociétés de prêt-à-porter bas de gamme.
En 2012, D&G fusionne avec Dolce & Gabbana pour renforcer la ligne principale. La dernière collection indépendante de D&G est présentée en septembre 2011. « The New Yorker » publie en 2005 un article déclarant que « Dolce et Gabbana sont en passe de devenir pour les années 2000 ce que Prada fut aux années 1990 et Armani aux années 1980 — gli stilisti dont la sensibilité définit la décennie. ». Au niveau des récompenses personnelles, en 1996 et 1997, Dolce & Gabbana sont nommés par « FHM » les stylistes de l’année. En 2003, « GQ Magazine » cite Dolce & Gabbana parmi ses « Hommes de l’année ». L’année suivante, les lectrices de « Elle Grande Bretagne » désignent Dolce & Gabbana comme les meilleurs stylistes internationaux lors des Elle Style Awards de 2004. Dolce & Gabbana célèbrent le 20e anniversaire de leur marque le 19 juin 2010 au Piazza della Scala et au Palazzo Marino, à Milan. Une exposition est ouverte au public le jour suivant, incluant une salle remplie de plusieurs douzaines de télévisions empilées pêle-mêle, chacune présentant une collection différente de la maison, retraçant ainsi l’histoire de ces vingt dernières années[source insuffisante].
Le nom de la société est Dolce & Gabbana (avec espaces). Dolce&Gabbana (sans espace) est la marque principale pour hommes et femmes. Jusqu'en 2011, D&G constitue la seconde marque « jeune et sportive » et plus abordable. Elle offre alors des accessoires (comme des montres) qui n'existaient pas dans la marque Dolce&Gabbana. Fin 2011, les deux créateurs annoncent la disparition de cette ligne de produits distincte pour la rattacher à Dolce&Gabbana. Dolce & Gabbana a lancé sa première ligne couture en 2012, le premier défilé a eu lieu à Taormine, Sicile, le 9 juillet. D&G Junior s'adresse aux enfants de moins de treize ans. La ligne junior est distribuée dans plus de magasins que la ligne pour adultes, en dehors des boutiques de la marque et des grands magasins.
En mars 2018, Domenico Dolce et Stefano Gabbana annoncent, dans un entretien au quotidien italien Il Corriere della Sera, la création d'un trust pour assurer l'avenir de leur maison, tout en indiquant avoir rejeté toutes les propositions d'achat.

## Dolce & Gabbana France
La filiale française a été créée en 2000. Elle est dirigée par Alfonso Dolce. Son siège est à Paris 75008.
|                                        | 2017   | 2018    | 2019   |
| -------------------------------------- | ------ | ------- | ------ |
| Chiffre d'affaires en milliers d'euros | 70 556 | 78 591  | 77 806 |
| Résultat net en milliers d'euros       | + 791  | + 1 173 | + 806  |
| Effectif moyen annuel                  | 167    | nc      | 188    |

## Condamnation
En juin 2013, les deux stylistes sont condamnés en Italie pour fraude fiscale estimée à près d'un milliard d'euros à un an et huit mois de prison et 500 000 euros d'amende. En réaction à ce verdict, les stylistes ferment toutes leurs boutiques de Milan pendant trois jours, affichant sur leurs devantures « Fermé pour indignation ». Ils sont condamnés en appel à 18 mois de prison et 500 000 euros d'amende.
En 2006, D&G copie la « Montre Plot » aux quatre rivets de Pascal Morabito créé en 1976. Pascal Morabito obtient la propriété littéraire et artistique sur ce modèle, gagne le procès et fait condamner D&G à des dommages et intérêts.

## Polémique en Chine

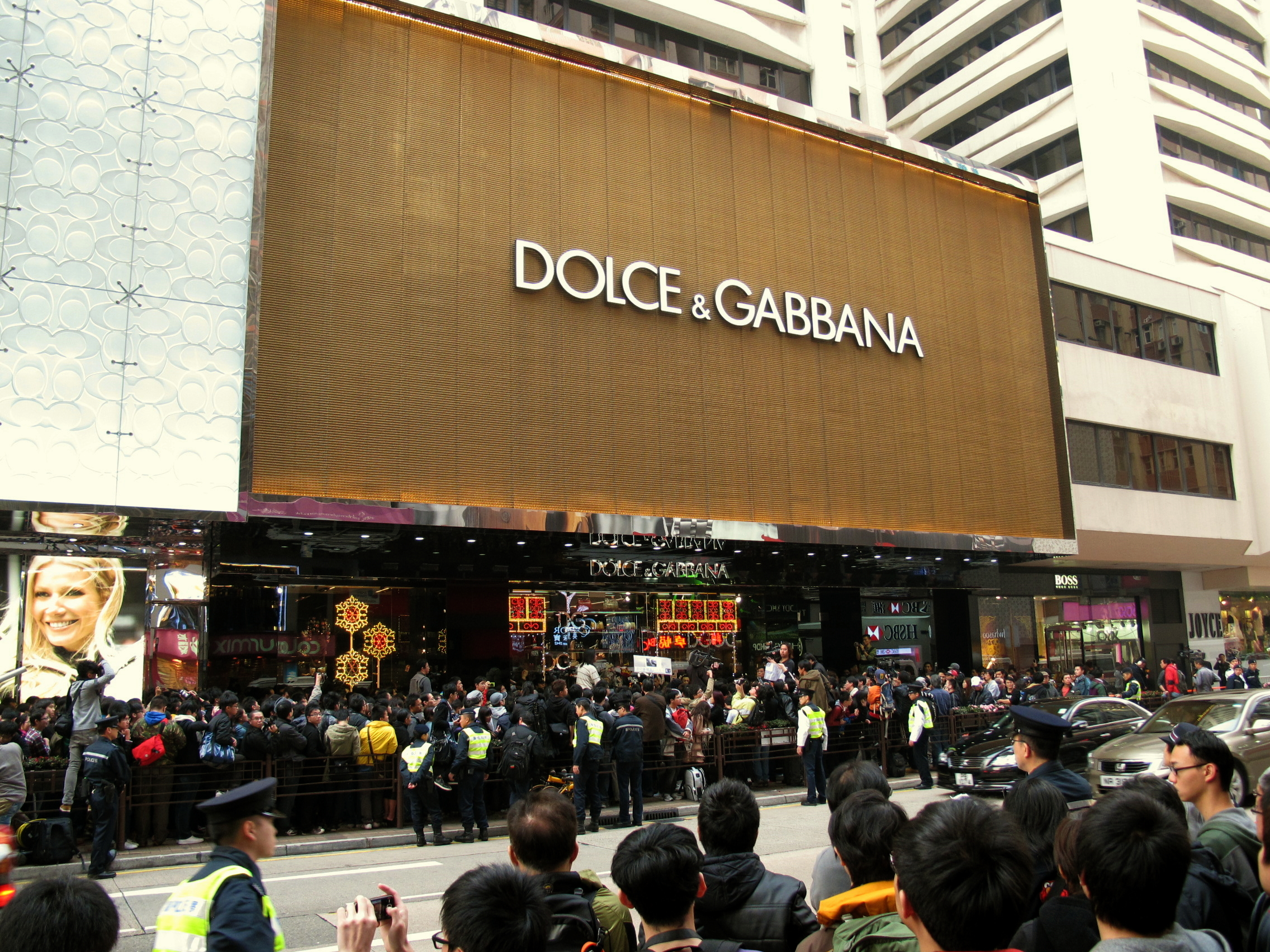
Protestation devant la boutique Dolce & Gabanna à Hong Kong.

En novembre 2018, Dolce & Gabbana diffuse plusieurs spots publicitaires présentant une Chinoise essayant de manger des pizzas, des spaghettis et un cannolo (une pâtisserie italienne) avec des baguettes. Cela provoque une polémique, certains internautes les jugeant racistes. L'affaire a également éclaté à la suite de la publication d'une capture écran d'une discussion entre le créateur Stefanno Gabanna et un utilisateur sur Instagram, jugée raciste.
Le 23 novembre 2018, la maison italienne et les cofondateurs de la marque ont présenté leurs excuses aux Chinois.

## La marque

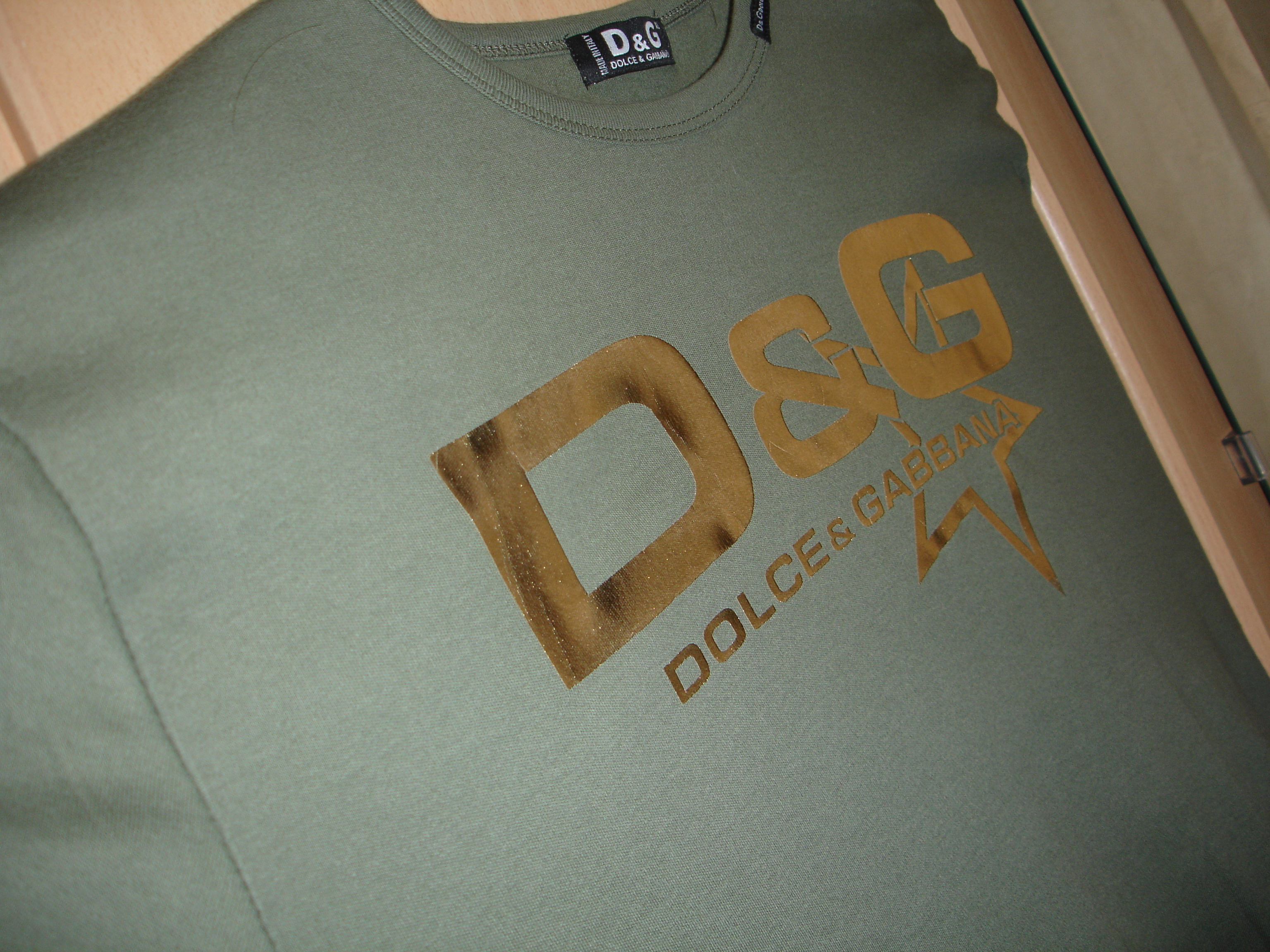

Dolce & Gabbana était constitué de deux lignes majeures (D&G et Dolce & Gabbana) jusqu’à ce que ces lignes fusionnent sous le label Dolce & Gabbana.

### Dolce&Gabbana
Dolce&Gabbana (orthographié sans espace, à la différence du nom de la société) est spécialisée dans les pièces de luxe, davantage influencée par les stylistes. La ligne est plus formelle et « intemporelle », obéissant aux tendances à long terme ainsi qu’aux changements de saisons. Elle propose aussi des lunettes de soleil et des lunettes correctrices, des sacs à main, des montres et du maquillage.

### Les autres lignes
Dolce & Gabbana créa une collection mariage, qui ne dura que de 1992 à 1998. La collection de décoration d’intérieur Dolce & Gabbana lancée en 1994 fut aussi interrompue en 1999, à l’exception de pièces uniques créées pour les locaux de D&G. La première collection de maillots de bain pour femmes fut développée en 1989, suivie par la première collection de maillots de bain pour hommes en 1992. D&G commercialisa sa ligne de lunettes en 1998 et une ligne de montres en 2000. Cette même année, D&G lança une collection de sous-vêtements pour hommes et pour femmes, distincte de leur collection de lingerie Dolce & Gabbana. En 2001, ils commencèrent une ligne pour enfants, D&G Junior. En 2006, le duo lança la ligne Anamalier, des accessoires pour les femmes en imprimé léopard, et en 2007 ils enchaînèrent sur une ligne de valises de voyage pour hommes en peau de crocodile. Parmi les autres sacs produits par la maison, on compte le cabas Miss Sicily et le sac « Dolce », disponible en paille et en cuir.

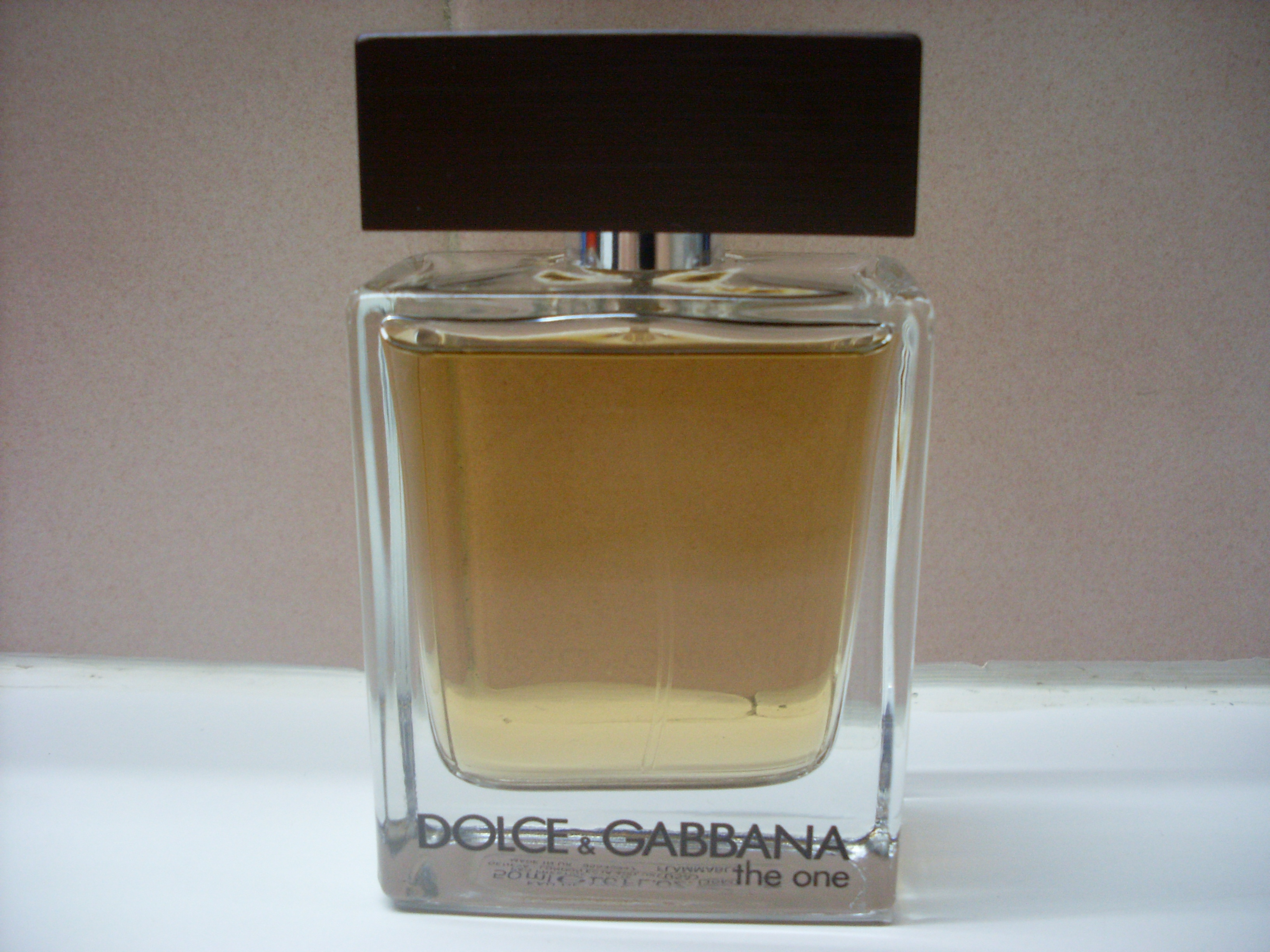
Le parfum pour homme « The One ».

En 2009, ils lancent leur première ligne de cosmétiques, dont Scarlett Johansson est le visage de la campagne publicitaire. Dolce & Gabbana commercialise sa première ligne de joaillerie fin 2011, avec une ligne comptant 80 pièces, dont des rosaires incrustés de bijoux, des bracelets breloques et des colliers. Dolce & Gabbana reçoit des récompenses pour leurs parfums. Parmi ces parfums : « The One », « Sport », « Light Blue », « Classic », « Sicily », « The One Rose », ainsi que « Pour Homme » et « Parfum ».

### Internet
Si Dolce & Gabbana fit du logo « DG » une icône symbolique, ils ne réussirent jamais à obtenir l’adresse internet correspondante, DG.com.
En effet, DG.com est l’un des plus anciens domaines internet, enregistré en 1986 par la société informatique Data General, aujourd’hui disparue. DG.com fut acheté en juin 2010 par la chaîne de commerce de détail américaine Dollar General, qui emploie un logo DG différent pour vendre ses produits.

## Partenariats

### Sport
Dolce & Gabbana crée les maillots du Milan AC depuis 2004. En plus des maillots conçus par Dolce & Gabbana que les joueurs du Milan AC arborent sur le terrain, ils portent également lors de leurs représentations officielles des tenues Dolce & Gabbana créées pour l’équipe.Le duo a aussi créé les tenues que les joueurs de l’équipe nationale italienne de football portent hors du terrain. En 2010, Dolce & Gabbana signa un accord de trois ans avec le Chelsea FC pour créer et fournir les maillots du club ainsi que ses tenues officielles. L’accord inclut également la création des vêtements pour les membres du personnel du club, hommes comme femmes, en plus des joueurs. Les tenues hors terrain réalisées pour l’équipe comprennent le costume bleu foncé, reprenant le symbole du lion sur la poche de poitrine. Les stylistes redessinèrent aussi le salon du directeur du club et l’espace de réception du bureau principal. Dolce & Gabbana sont également sponsors officiels de l’équipe italienne de boxe Milano Thunder.

### Produits
En 2006, Dolce & Gabbana s’associèrent avec Motorola pour produire le téléphone mobile Motorola RAZR|Motorola V3i Dolce & Gabbana. Puis en 2009, Dolce & Gabbana collaborèrent avec Sony Mobile Communications|Sony Ericsson pour proposer leur version de la ligne de téléphones mobiles Jalou. Le petit bijou de technologie résultant de cette association est incrusté d’or 24 carats et présente le logo de la maison. Dolce & Gabbana s’associèrent par ailleurs avec Citroën pour créer une nouvelle version de leur Citroën C3. En 2010, Dolce & Gabbana collaborèrent avec Martini pour produire une « édition or » de leur vermouth. Toujours en 2010, les créateurs et la chanteuse Madonna lancèrent ensemble une ligne de lunettes de soleil appelée MDG. En octobre 2024, Dolce & Gabbana s'allient avec Stabilo pour proposer un coffret en édition limitée de 4 surligneurs Boss Original.

## Campagnes publicitaires
Le spot publicitaire créé pour le premier parfum féminin de Dolce & Gabbana fut diffusé pendant de nombreuses années en Italie, réalisé par Giuseppe Tornatore, sur une musique d’Ennio Morricone et avec l’actrice Monica Bellucci. Le spot surréaliste d’une trentaine de secondes s’ouvre sur un homme frappant une pieuvre contre les rochers d’un bord de mer. Il se lève et observe autour de lui différentes femmes vaquant à leurs activités quotidiennes. On aperçoit une femme (Bellucci) qui enfile un maillot de bain du style 1950 derrière un drap tenu par deux autres femmes. Après s’être changée, elle lance son soutien-gorge sur les épines d’un cactus et s’avance vers l’océan. Plus tard, on la voit allongée sur un lit qu’elle n’a pas défait, et l’homme qui l’a vue se tient dehors, sous sa fenêtre, portant son soutien-gorge à son nez. Le film se termine sur l’image des bouteilles de parfum Dolce & Gabbana sur fond noir. En 2003, le parfum Sicily de Dolce & Gabbana fut présenté dans un autre spot publicitaire surréaliste mettant en scène un enterrement en Sicile, lui aussi réalisé par Giuseppe Tornatore.
Gisele Bundchen tourna dans le spot de 2006 pour le parfum « The One ». On la voit devant un miroir, en train de se faire maquiller, tandis que les flash d’une foule de photographes crépitent ; puis elle enfile une robe dorée, des chaussures, et on lui met une paire de lunettes de soleil D&G sur le nez. Les photographes et les réalisateurs qui travaillèrent avec Dolce & Gabbana sur leurs campagnes publicitaires sont, entre autres, Giampaolo Barbieri, Michel Comte, Fabrizio Ferri, Steven Klein, Steven Meisel, Mert + Marcus, Jean Baptiste Mondino, Ferdinando Scianna, Giampaolo Sgura, Mario Sorrenti, Solve Sundsbo, Mario Testino, Giuseppe Tornatore, et Mariano Vivanco. Dolce & Gabbana reçurent pour leurs campagnes deux Leadawards, la meilleure récompense pour les publicitaires en Allemagne. En 2004, ils furent récompensés pour leur campagne automne/hiver 2003/2004 et en 2006 pour leur campagne automne/hiver 2005/2006.

## Influences et style
La principale source d'inspiration et berceau du style Dolce & Gabbana est la Sicile. La Sicile représente l'identité de la marque.
Influencés au départ par des boutiques bohèmes éclectiques et des friperies, les imprimés animaux bariolés de Dolce & Gabbana furent souvent décrits comme « haute couture hippie », puisant leur inspiration tout particulièrement dans l’histoire des célèbres films italiens. « Quand nous créons, c’est comme un film », dit Domenico Dolce. « Nous pensons à une histoire, et nous concevons les vêtements qui correspondent ». Ils déclarent être plus soucieux de créer les meilleurs vêtements, ceux qui mettent le plus en valeur, plutôt que de lancer des tendances. Ils déclarent aussi être influencés par « Armani pour la discipline, Alaïa pour la folie, Chanel pour son concept de couture et Jean-Paul Gaultier pour la créativité », et ils reconnaissent que cela ne les dérangerait pas si leur seule contribution à l’histoire de la mode se résumait à un soutien-gorge noir (Dolce and Gabbana 2007).
Les pièces maîtresses de D & G sont notamment les sous-vêtements employés comme vêtements (tels que les corsets et les agrafes de soutien-gorge), les costumes de gangsters à rayures très fines et les manteaux aux imprimés extravagants. En parallèle, leurs collections pour femmes sont toujours valorisées par des campagnes publicitaires percutantes, comme les affiches en noir et blanc présentant le top-modèle Marpessa, photographiée par Ferdinando Scianna en 1987 (Dolce & Gabbana). « Ils trouvent le moyen de sublimer la moindre robe noire, ou le moindre chemisier boutonné jusqu’au col », explique Rossellini. « Leur première création que j’ai portée était une chemise blanche, très chaste, mais taillée de sorte qu’elle me donnait une poitrine opulente. »
Surnommés les « Gilbert et George de la mode italienne », Dolce et Gabbana donnèrent à leurs goûts en matière de mode un tournant musical en 1996, en enregistrant leur propre single, sur lequel ils scandent les mots « D&G is love » sur un rythme techno (Dolce & Gabbana 2011). Plus récents dans le monde du stylisme que d’autres maisons italiennes, poids-lourds de la mode, telles que Versace et Armani, ils reconnaissent qu’ils doivent une part de leur succès phénoménal à la chance. En 1997, leur société déclarait un chiffre d’affaires de 400 millions, poussant les deux stylistes à annoncer qu’ils prendraient leur retraite à l’âge de 40 ans, promesse qu’ils n’ont jamais tenue.
Dolce & Gabbana , connus pour leurs créations extravagantes et éprises de motifs ou encore de joyaux, se voient très influencés par l'art. Lors du défilé Prêt-à-Porter automne/hiver 2013, ils utilisent toute la luxure de l'art de Byzance afin de créer une collection composées d'une multitude de perles, de dorures ou encore de pierres précieuses auxquelles s'ajoutent des éléments iconographiques religieux.

## Livres de Dolce & Gabbana
En plus du stylisme de mode, Dolce & Gabbana coécrivent près de deux douzaines d’ouvrages présentant des photographies commentées ainsi que leurs propres collections. Les bénéfices de la plupart de ces livres sont reversés à des œuvres caritatives telles que le Children’s Action Network et la fondation Butterfly Onlus « école sans frontières ». Voici une bibliographie de leurs œuvres littéraires :
- « 10 Anni Dolce & Gabbana » (Une collection des images publicitaires et éditoriales les plus marquantes de la première décennie de leur maison)[73]
- « Wildness »[74]
- « Animal »[75]
- « Hollywood » (Présente plus de 100 photos de stars du cinéma de la période après 1985)[76]
- « Calcio » (Photographies de 44 joueurs de football, 3 équipes et 2 entraîneurs)[77]
- « A.C. Milan »[78]
- « Music » (Présente plus de 150 musiciens mondialement célèbres)[79]
- « 20 Years Dolce & Gabbana » (Une histoire chronologique, en images, de chacune des collections de la marque, comprenant plus de 1000 photos)[41]
- « Milan »[80]
- « 2006 Italia » (Un livre qui célèbre la victoire de la Coupe du Monde par l’Italie en 2006)[81]
- « Fashion Album » (Comprend plus de 400 images en hommage aux grands photographes de mode des collections Dolce & Gabbana)[82]
- « Secret Ceremony »[83]
- « Family » (Un livre qui présente la famille comme l’élément central de la vie d’un homme)[41]
- « The Good Shepherd » (Un livre qui illustre la journée d’un berger ordinaire, habillé par Dolce & Gabbana)[84]
- « Milano Beach Soccer »[41]
- « Diamonds & Pearls »[85]
- « 20 Years of Dolce & Gabbana for Men »[86]
- « Icons 1990-2010 »
- « Fashion Shows 1990 – 2010 »[87]
- « Nazionale Italiana: South Africa 2010 » (Une série de photographies présentant l’équipe nationale italienne de football lors des sessions d’entraînement précédent la Coupe du Monde FIFA 2010)[88]
- « Uomini »[89],[90]
- « Milan Fashion Soccer Players Portraits »[91]
- « David Gandy » (Suit la vie du top-modèle masculin David Gandy pendant toute une année)[92]
- « Campioni »[93]

## Locaux et expositions

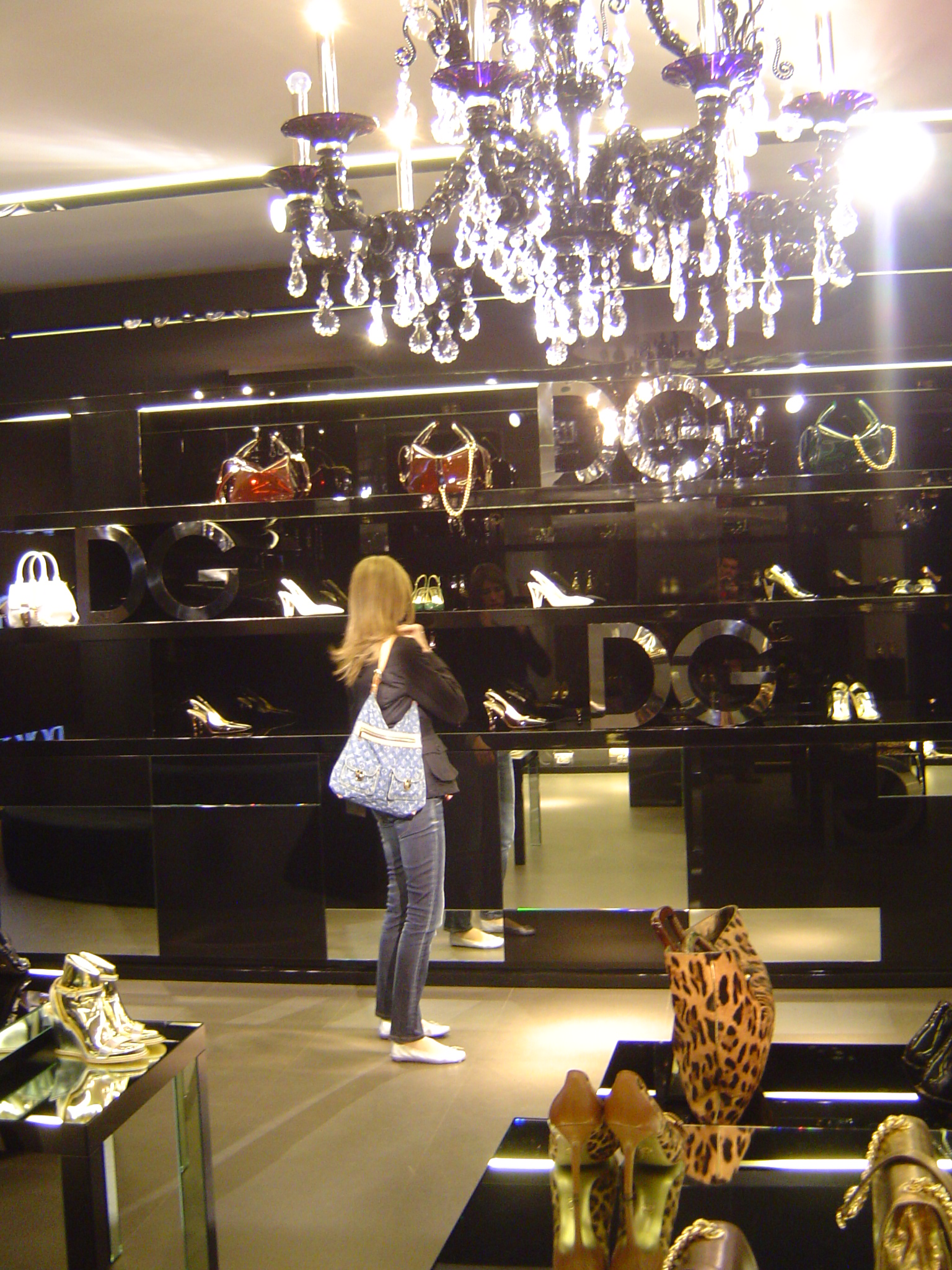
Boutique de la marque à Milan.

Dolce & Gabbana ouvrirent leur atelier « La sede di via San Damiano » en septembre 1995. Ils inaugurèrent leur local de sept étages comprenant leur boutique et leurs bureaux, « Lo showroom di via Goldoni » en 2002, où ils installèrent leur principal showroom anciennement situé Piazza Umanitaria. En juillet 2006, Dolce & Gabbana ouvrirent un showroom de plus de 1 500 mètres carrés, « Lo showroom di via Broggi » à Milan. La maison de stylisme racheta également le cinéma « Il Metropol » à Milan, bâtiment historique construit dans les années 1940. Il fut rénové et inauguré en septembre 2005. En 2006, Dolce & Gabbana ouvrirent IL GOLD, un établissement comprenant un café, un bar, un bistro et des restaurants. Cette initiative suivit l’ouverture d’un bar cosponsorisé que le duo fonda dans leur showroom pour hommes de Milan, appelé le Martini Bar, en 2003. Un Martini Bar supplémentaire fut ouvert dans le showroom de Shanghai, en 2006. En 2009, Dolce & Gabbana possédaient 93 boutiques et 11 magasins d’usine, et les créations de la marque se vendaient dans plus de 80 pays.
En plus d’y organiser des défilés et des campagnes publicitaires, Dolce & Gabbana utilisent leurs locaux pour héberger des expositions de photographies et d’art en général. Peu après l’inauguration du Il Metropol, ils reçurent deux expositions proposées par l’artiste Ron Arad (designer industriel) dans leur grand hall : « Blo-Glo », d’avril 2006 à avril 2007, et Bodyguards fin avril 2007. Ils exposèrent les travaux des photographes Enzo Sellerio en 2007 et Herbert List en 2008. En 2011, Dolce & Gabbana organisèrent un événement portes ouvertes à l’occasion de l’exposition des œuvres du Studio Piuarch, présentant les diverses créations et projets architecturaux du studio depuis 1996. Studio Piuarch construisit le siège de Dolce & Gabbana en 2006, et ce fut là que l’exposition et l’événement portes ouvertes eurent lieu.
Dolce & Gabbana mettent également leurs locaux à profit pour les lancements de leurs ouvrages et les expositions photos de leurs propres créations, comme le lancement de leur livre « David Gandy » en 2011. Ils utilisent aussi d’autres lieux, tels que le Palazzo della Ragione, à Milan, où ils organisèrent en mai 2009 une exposition photographique de plus de 100 images issues de l’histoire du magazine Vogue au cours de ses 90 ans d’existence. L’exposition s’intitulait « Extreme Beauty in Vogue »,.
La société possède également des usines de production à Legnano et Incisa Val D’Arno.

### Exposition «Du Coeur à La Main»
Après un passage remarqué à Milan, où elle a débuté au Palazzo Reale, l’exposition « Du Coeur à la Main », consacrée à l’univers de Dolce & Gabbana, s’installe au Grand Palais à Paris du 10 janvier au 2 avril 2025. Cette rétrospective inédite met en lumière plus de 200 créations emblématiques des collections Alta Moda, Alta Sartoria et Alta Gioielleria , véritables hommages au savoir-faire artisanal italien.
Conçue sous la direction de Florence Müller, historienne de la mode et commissaire d’exposition renommée, cette immersion dans l’univers de Domenico Dolce et Stefano Gabbana se déploie à travers 11 salles thématiques sur trois niveaux. Chaque espace est pensé comme une expérience sensorielle unique, mêlant décors travaillés, ambiances sonores et parfums envoûtants, transportant le visiteur au coeur de l’esthétique baroque et passionnée du duo de créateurs.
Les thématiques abordées explorent les inspirations majeures de la maison : l’héritage sicilien, l’opulence du baroque, la haute couture comme art, mais aussi les liens entre mode, théâtre et cinéma.

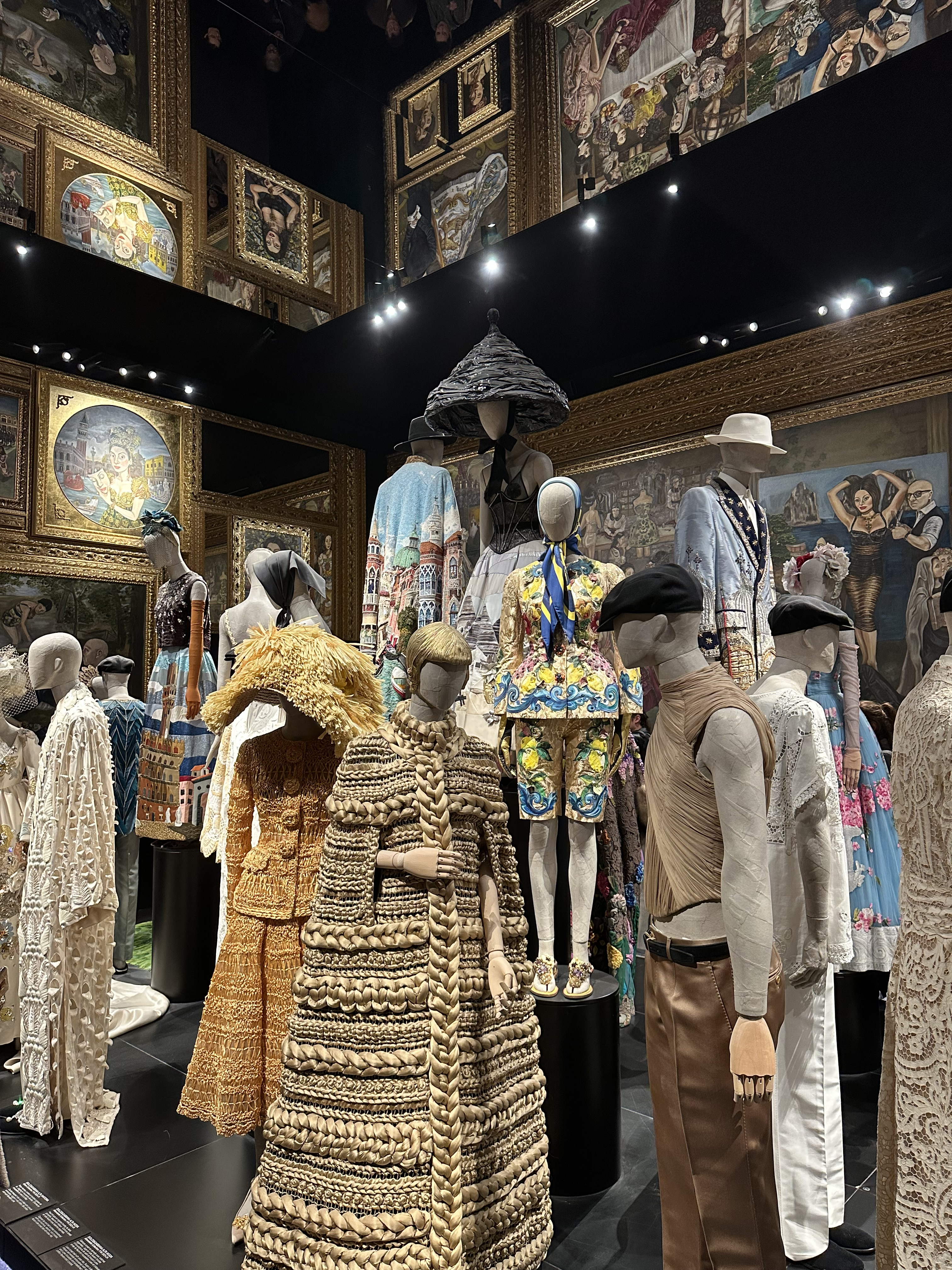
Salle « Fait-Main » - Exposition Dolce & Gabbana, Paris, mars 2025

L’exposition s’ouvre sur une célébration du travail manuel « Fatto a Mano » avant de mettre en lumière l’architecture et la peinture dans l’art italien avec « Architectural et pictural ». L’univers onirique et spirituel des créateurs prend vie dans « Rêve de divinités » et « Divines mosaïques », reflétant leur fascination pour le sacré et la mythologie. Leur attachement aux racines siciliennes transparaît dans « Traditions siciliennes », tandis que l’opposition entre opulence et pureté se révèle dans « Baroque blanc »et « Dévotion ». L’art minutieux des ateliers avec « Ateliers, ornements et volumes » recrée l’effervescence des ateliers de couture de Dolce & Gabbana, offrant aux visiteurs le privilège d'assister au travail minutieux des artisans à l’oeuvre. Le lien entre Dolce & Gabbana et le cinéma s’incarne à travers « Le Guépard », inspiré du film culte de Visconti, tandis que « Au coeur de Milan » rend hommage à la statue dorée de la Madonnina, symbole du coeur et de l’âme des Milanais. Enfin, « Opéra » et « L’art et le savoir-faire du verre » concluent cette immersion en apothéose, témoignant du dialogue constant entre mode, art et artisanat.
À travers ces thèmes, des pièces iconiques, telles que les robes brodées à la main, les tailleurs architecturés et les bijoux somptueux, témoignent de l’attention minutieuse portée aux détails et aux techniques artisanales.